# Mukachevo
Mukachevo (em ucraniano:  Мукачево;  em romeno:  Muncaciu; em húngaro:  Munkács) é uma cidade da Ucrânia, situada no Oblast da Transcarpátia, próxima às fronteiras com a Hungria, Polônia, Eslováquia e Romênia. Tem 27,9 km² de área e sua população em 2020 foi estimada em 85.796 habitantes.